# Fluorometholone
Fluorometholone (INN, BAN, JAN) (tên thương hiệu Efflumidex, Flucon, FML Forte, FML, các loại khác), còn được gọi là 6α-methyl-9α-fluoro-11β, 17α-dihydroxypregna-1,4-diene-3,20- dione, là một glucocorticoid tổng hợp được sử dụng trong điều trị các bệnh viêm mắt. Este axetat C17α, fluorometholone axetat (tên thương hiệu Flarex), cũng là một glucocorticoid và được sử dụng cho các chỉ định tương tự. Cụ thể, nó được chỉ định để sử dụng trong điều trị các tình trạng viêm đáp ứng với steroid của kết mạc lòng bàn tay và bulbar, giác mạc và đoạn trước của mắt. Chỉ định phổ biến nhất cho thuốc này là viêm kết mạc dị ứng theo mùa và các dị ứng khác của mắt.